# Andrzej Potocki (1947–2018)
Andrzej Potocki (ur. 26 lipca 1947 w Warszawie, zm. 19 grudnia 2018 tamże) – polski socjolog, teolog, dominikanin. Profesor zwyczajny w Instytucie Profilaktyki Społecznej i Resocjalizacji Uniwersytetu Warszawskiego.

## Życiorys
Urodzony w Warszawie tu ukończył VII LO im. J. Słowackiego. Studiował teologię w Metropolitalnym Seminarium Duchownym w Warszawie oraz teologię i socjologię w Akademii Teologii Katolickiej w Warszawie, gdzie w 1971 uzyskał magisterium. W 1977 studiował kulturę i język włoski na Universitá Italiana per Stranieri w Perugii (Włochy); 1980–82 studia podyplomowe z zakresu religioznawstwa na Wydziale Filozofii i Socjologii Uniwersytetu Warszawskiego. W 1974 doktorat na Wydziale Teologicznym ATK na podstawie pracy „Więź z parafią rzymskokatolicką a więź z regionem osiedlenia. Studium socjologiczne na przykładzie Bieszczadów”; 1986 habilitacja z socjologii religii na Wydziale Filozofii i Socjologii Uniwersytetu Warszawskiego – praca „Diecezja rzymsko-katolicka jako organizacja społeczna. Studium monograficzne na przykładzie diecezji przemyskiej”.
W latach 1969–88 był statystą w Teatrze Wielkim Opery i Baletu w Warszawie. W drugiej połowie lat 70. zajmował się publicystyką kulturalną, współpracując m.in. z „Teatrem”, „Sceną”, „Ruchem Muzycznym”, „Życiem Literackim”, „Kulturą”. Interesował się antropologią tańca. Przebywał we Włoszech, obserwując tamtejsze życie teatralne i muzyczne, zwłaszcza pracę teatrów operowych i zespołów baletowych. W kraju był jako socjolog konsultantem w Ministerstwie Kultury i Sztuki. U schyłku lat 70. zaangażowany w badania Instytutu Filozofii i Socjologii PAN. Zatrudniony w Wyższej Szkole Pedagogiki Specjalnej im. M. Grzegorzewskiej w Warszawie (dziś Akademia Pedagogiki Specjalnej) na stanowisku adiunkta (1982–89), docenta (1989–91) i profesora nadzwyczajnego (1991–99). Pełnił tam funkcję Kierownika Pracowni Socjologii, Kierownika Zakładu Socjologii, Prorektora ds. Rozwoju Uczelni i Badań Naukowych, przewodniczącego Senackiej Komisji ds. Statutu Uczelni, rzecznika dyscyplinarnego WSPS. Od lat 80. wykładał też na Podyplomowym Studium Religioznawstwa UW, w Salezjańskim Instytucie Wychowania Chrześcijańskiego w Warszawie, zaś od schyłku lat 90. – po przeniesieniu się do Krakowa – w Instytucie Religioznawstwa i w Instytucie Socjologii Uniwersytetu Jagiellońskiego.
Był czynny w strukturach katolickiego laikatu m.in. Prezes Katolickiego Stowarzyszenia Wychowawców (1992–96); przewodniczący Konferencji Stowarzyszeń Katolickich (1993–94); członek Krajowej Rady Katolików Świeckich przy Konferencji Episkopatu Polski (1994–97). Także prezes Rady Nadzorczej Fundacji na Rzecz Młodzieży Niepełnosprawnej im. M. Grzegorzewskiej (1991–93) oraz wiceprzewodniczący Komitetu Głównego i członek Rady Programowej XVIII Międzynarodowego Kongresu Rodziny (1994). W 1997 wstąpił do zakonu dominikanów i 3 maja 2003 przyjął święcenia kapłańskie. W latach 2000–02 dyrektor Biblioteki Kolegium Filozoficzno-Teologicznego OO. Dominikanów w Krakowie, w latach 2002–11 profesor oraz w latach 2002–09 wicerektor tej Uczelni. Kierował w tym czasie warszawskim Domem Studiów Kolegium. W latach 2003–08 profesor nadzwyczajny w Instytucie Socjologii Uniwersytetu Kardynała Stefana Wyszyńskiego i kierownik Katedry Socjologii Edukacji i Wychowania. W 2008 uzyskał tytuł naukowy profesora nauk humanistycznych. Od 2008 w Instytucie Profilaktyki Społecznej i Resocjalizacji Uniwersytetu Warszawskiego i w latach 2009–13 także w Instytucie Filozofii i Socjologii Akademii Pedagogiki Specjalnej.
W pracy naukowej specjalizował się w socjologii religii i socjologii wychowania oraz w teologii praktycznej (zwłaszcza w teologii pastoralnej i katechetyce). Stąd problemy badawcze, jakie podejmuje, sytuują się przede wszystkim na styku tych subdyscyplin. Od lat 70. prowadził badania socjologiczne w Polsce południowo-wschodniej (Bieszczady, Ziemia sądecka, diecezja przemyska). Był autorem pierwszej w polskiej socjologii trzytomowej monografii diecezji rzymskokatolickiej jako organizacji społecznej. Później jego badania dotyczyły katechezy w szkole i parafii, wychowania seksualnego, szkolnictwa katolickiego, duszpasterstwa młodzieży, wychowania religijnego w kontekście polskiej transformacji ustrojowej, wreszcie tańca sakralnego. Koncentrował uwagę na teologii i socjologii parafii i diecezji, duszpasterstwie rodzin, laikacie jako podmiocie duszpasterstwa, polskim kulcie maryjnym i jego przemianach. Obecnie prowadzi badania nad szeroko rozumianym stosunkiem Kościoła katolickiego w Polsce do różnych problemów społecznych oraz nad przemianami duszpasterstwa w sanktuariach maryjnych Podkarpacia. Autor ok. 270 publikacji (w tym 7 książek); głównie z zakresu socjologii wychowania i socjologii religii.
Członek m.in. Katolickiego Stowarzyszenia Wychowawców (2000 członek honorowy), Research Board of Advisors of The American Biographical Institute (od 2002). Członek towarzystw naukowych: Polskiego Towarzystwa Teologicznego w Krakowie, Polskiego Towarzystwa Mariologicznego, Polskiego Towarzystwa Socjologicznego, Polskiego Stowarzyszenia Pastoralistów, Stowarzyszenia Katechetyków Polskich. Pełnił w nich różne funkcje z wyboru.

## Publikacje
- Warunki rozwoju kultury wsi sądeckiej, Warszawa 1981
- Diecezja przemyska w swe 600-lecie, (3 tomy), Przemyśl 1986
- Parafie bieszczadzkie, Przemyśl 1987
- Niżej połonin. O ludziach, parafiach i duszpasterstwie szkice socjologiczne, Warszawa 1990
- Katecheta i katecheza w polskiej szkole (współautor K. Misiaszek), Warszawa 1995
- Ludzka płciowość. Rodzina. Szkoła, Częstochowa 1997
- Wychowanie religijne w polskich przemianach. Studium socjologiczno-pastoralne, Warszawa 2007